# Joachim von Ribbentrop
Joachim von Ribbentrop, nemški politik, diplomat in veleposlanik, * 30. april 1893, Wesel,  † 16. oktober 1946, Nürnberg.
Joachim von Ribbentrop je bil minister za zunanje zadeve Nemčije med letoma 1938 in 1945.